# 吴啸雷事件
在2022年就讀於美国伯克利音乐学院的25歲中国留学生吴啸雷（Xiaolei Wu），對同校张贴宣傳民主及聲援白紙運動海报的中国留学生左伊（化名）進行威胁和骚扰，之后吴被美国法院判九个月监禁。

## 事件经过

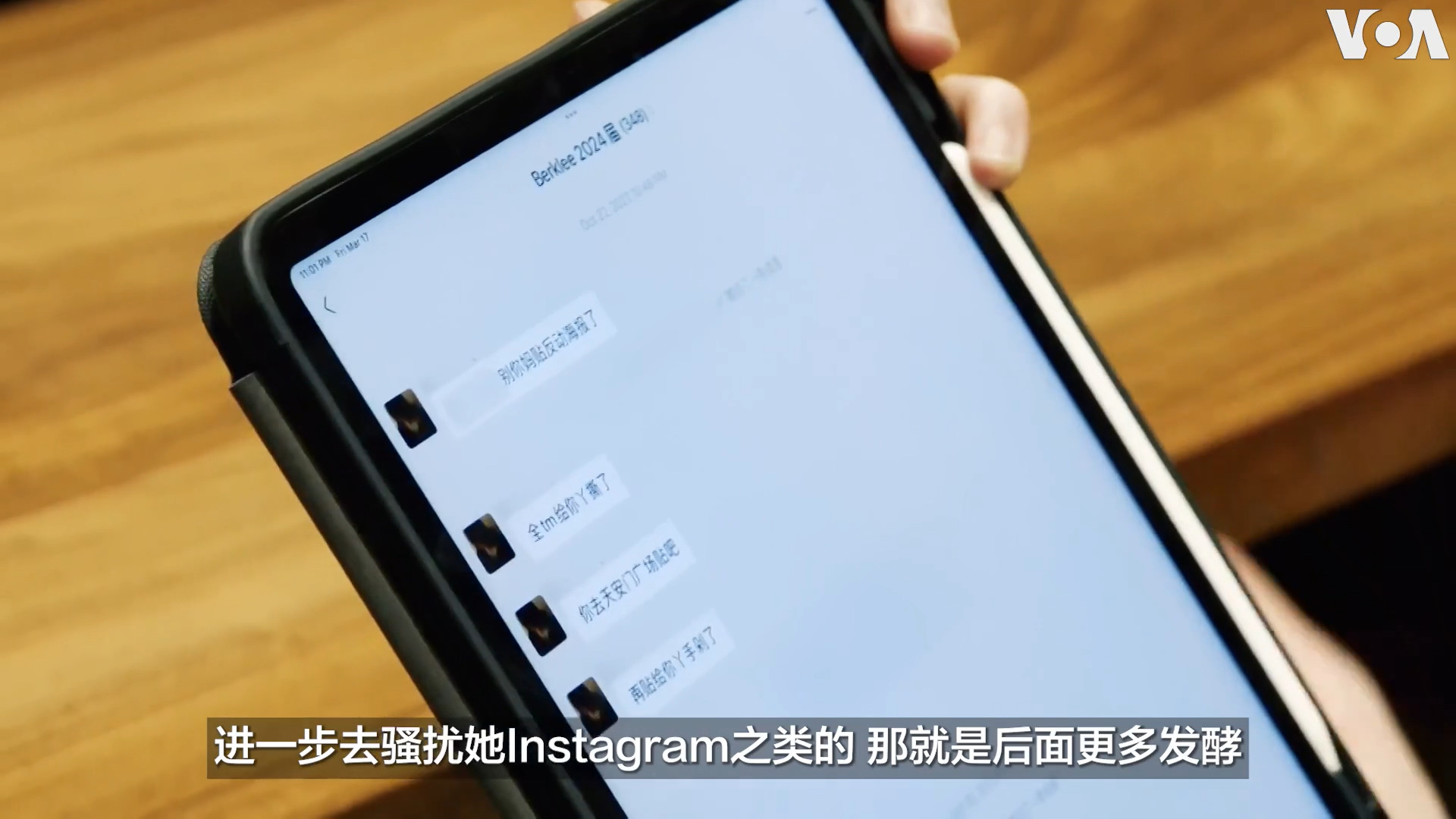
吴啸雷发的威胁消息

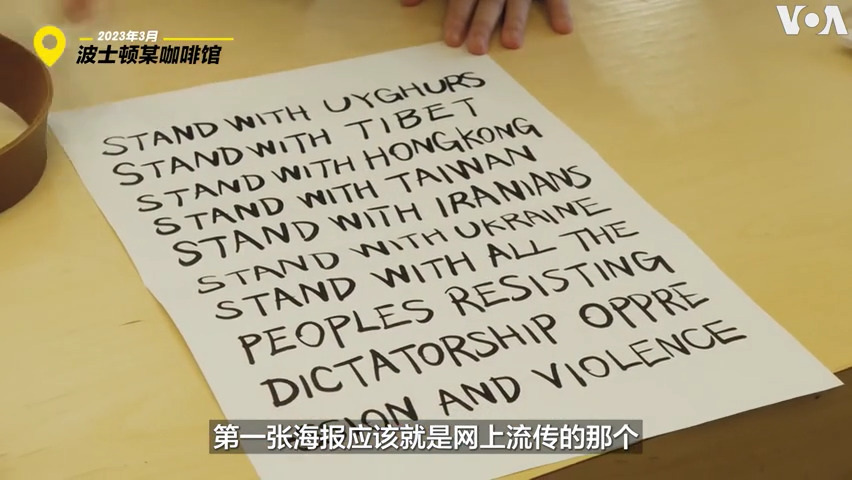
左伊张贴的海报

2022年10月22日，在波士顿贴完海报的左伊在奶茶店里第一次收到吴的短信。当天晚上，吴在该校留学生的微信群里再次威胁左伊，之后进一步公开左伊的邮箱电话住址并在Instagram上骚扰她，还和国内家人商讨举报左伊。
2022年12月14日，吴啸雷被捕。2023年1月10日被美国司法部以“网络跟踪缠扰罪”和“跨州传播威胁性通讯罪”正式起诉，并于2024年4月被判处九个月徒刑，刑期至2024年12月。
2024年9月16日，美国总统乔·拜登签署赦免令，减去吴啸雷的刑期，并称此次减刑符合美国的“国家利益”。减刑条件包括吴啸雷离开美国不再涉足美国领土和属地，以及不得再犯任何针对美国的罪行或违反美国法律的行为，他随即被释放并遭驱逐出境。
据美国之音报道，吴啸雷获释后在Instagram上继续威胁同学。

## 反应
对于减刑，左伊及其朋友表示震惊、不解，并担忧人身安全。
周峰锁认为此案在震慑“海外小粉红”方面已产生效果，美国校园内亲中国政府的极端言论有所减少，但仍对提前释放感到不满，尽管理解此举可能是为换取华裔牧师林大卫获释。